# Augustin de Marliave
Pour les articles homonymes, voir Marliave.
Augustin Gustave Joseph Marie de Marliave, descendant d'une famille noble du Languedoc, est un homme politique français, député, né le 28 août 1806 à Realmont (Tarn) et décédé le 27 août 1855 à Saint-Lieux-Lafenasse (Tarn).

## Biographie
Propriétaire terrien, il est élu député du Tarn le 26 novembre 1848, en remplacement de Jean Gisclard et siège à droite.

## Sources
- « Augustin de Marliave », dans Adolphe Robert et Gaston Cougny, Dictionnaire des parlementaires français, Edgar Bourloton, 1889-1891 [détail de l’édition]